# 파드레 피오 (영화)
"파드레 피오"(이탈리아어: Padre Pio)는 2022년 제작된 이탈리아, 독일의 전기 드라마 영화이다. 에이블 페라라가 감독과 공동각본을 맡았다. 비오 신부의 삶을 다룬 작품이다. 배우 샤이아 러버프가 비오 신부 역을 맡는다. 제79회(2022년) 베네치아 영화제에서 전 세계 최초로 상영되었다.